# عملية التنين الليلي
عملية التنين الليلي هي إحدى الهجمات الإلكترونية التي بدأت في منتصف عام 2006 وأبلغ عنها في البداية ديمتري ألبيروفيتش، نائب رئيس أبحاث التهديد في شركة أمن الإنترنت McAfee في أغسطس 2011 أصابت الهجمات ما لا يقل عن 71 منظمة، بما في ذلك مقاولي الدفاع والشركات في جميع أنحاء العالم والأمم المتحدة واللجنة الأولمبية الدولية .

## نموذج عمل الهجوم
تستخدم الهجمات مجموعة متنوعة من المكونات — لا توجد قطعة واحدة أو عائلة من البرامج الضارة المسؤولة. تتضمن المرحلة الأولية للهجوم اختراق الشبكة المستهدفة ، «كسر الباب الأمامي». تم الإبلاغ عن استخدام تقنيات مثل التصيد الاحتيالي وحقن SQL لخوادم الويب التي تواجه الجمهور. بمجرد الدخول ، يقوم المهاجمون بعد ذلك بتحميل أدوات القراصنة المتاحة مجانًا على الخوادم المخترقة من أجل الحصول على رؤية في الشبكة الداخلية. يمكن بعد ذلك اختراق الشبكة الداخلية بالطرق النموذجية (الوصول إلى تفاصيل حساب أكتيف ديريكتوري ، وكسر كلمات مرور المستخدم ، وما إلى ذلك) من أجل إصابة الأجهزة على الشبكة باستخدام أحصنة طروادة للإدارة عن بعد (RATs). نظرًا لأن هذا الهجوم تقوم به الحكومة ، فإن الموارد من حيث الأجهزة والبرامج والخدمات اللوجستية الأخرى المتاحة للمتسللين كبيرة ( وحدة جيش التحرير الشعبي رقم 61398 ).

## تداعيات ما بعد الهجمات
علّم " NightDragon " الباحثين العديد من الدروس. كان الدرس الأساسي هو أن شخص ماهر ومثابر قادر على اختراق البنية التحتية  باستخدام تقنيات بسيطة نسبيًا. لقد كانت للهجمات أيضًا تأثيرًا على المحقق الرئيسي، ديف ديوالت، الذي أسس شركته الخاصة وأطلق عليها اسم "NightDragon" نسبةً للهجمات. كانت الهجمة والتحقيق والاستجابة للاختراق التي قادتها شركة McAfee  لحظة مفصلية في تاريخ صناعة الأمان السيبراني والسلامة والأمان والخصوصية. يستثمر فريق"NightDragon" ويقدم النصائح للشركات التي يعتقدون أنها يمكن أن تساعد في سد الفجوة بين الهجوم والدفاع. يزداد عدد المخترقين يومًا بعد يوم. في هذه الحالة، لم تكن التهديدات المتزايدة هي النتيجة الوحيدة. بدأت هذه الهجمة في فتح الباب أمام هجمات سيبرانية للدول الرئيسية. لقد كانت هجمات سيبرانية من هذا النوع والمدى والنطاق تبدأ فقط واستمرت في التطور إلى ما نراه اليوم.